# Rhostyllen
Rhostyllen är en by i Wrexham i Wales. Byn är belägen 172,3 km 
från Cardiff. Orten har 2 845 invånare (2016).